# آلبر اودرزو
آلبرتو "آلبر" آلئاندرو اودِرزو  (تلفظ فرانسوی: [albɛʁ ydɛʁzo]) (متولد ۲۵ آوریل ۱۹۲۷ – درگذشته ۲۴ مارس ۲۰۲۰ ) طراح کتب مصور ایتالیایی الاصل فرانسوی، بود که خانواده اش به فرانسه مهاجرت کرده بودند و او نیز در فرانسه متولد شد. او نقاش سی و یک جلد از مجموعه ماجراهای آستریکس و در عین حال نویسنده هفت جلد از آخرین ماجراها نیز بود.

## زندگی‌نامه
او در ۲۵ آوریل ۱۹۲۷ به دنیا آمد و فرزند یک ایتالیایی مهاجر به فرانسه بود. او در سال ۱۹۳۴ تابعیت فرانسوی گرفت. اولین آشناییش با کتاب‌های کامیک از طریق داستان‌های میکی موس بود که در مجله پُتی پاریزیَن Petit Parisien به چاپ می‌رسید. در سال ۱۹۴۰ که او فقط سیزده سال داشت در مؤسسه انتشاراتی پاریس(S.P.E) استخدام شد و در آنجا با اصول حرفه نقاشی و طراحی آشنا شد. 
وی در ۲۴ مارس ۲۰۲۰ در منزل خود در نوی-سور-سن فرانسه در سن ۹۱ سالگی بر اثر سکته قلبی درگذشت.

## طراحی آستریکس

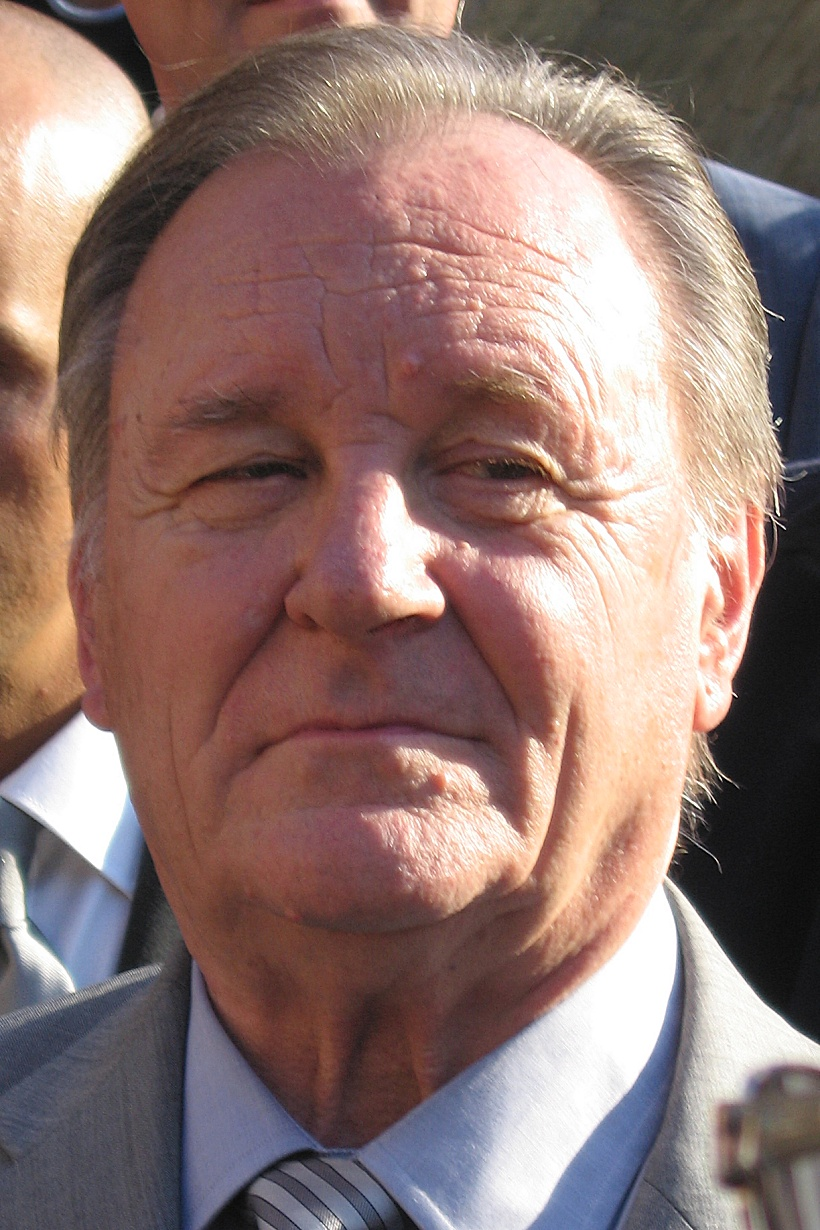
آلبرتو "آلبر" آلئاندرو اودِرزو در سال 2005

او در سال ۱۹۵۵ شخصیت آستریکس را برای اولین بار نقاشی می‌کند. نقاشی آستریکس است که او را مشهور می‌سازد. اولین طراحی‌هایش تقلید از سبک فابل ازوپ که شامل بزغاله و بره و گرگی خیالی بود و در مجله پُتی پاریزین به چاپ رسید. در همین موقع بود که با استاد نقاشی کارتونی آقای کالوو Calvo آشنا شد و او اودرزو را تشویق کرد که حتماً یک طراح و نقاش شود.
در طول سال‌های جنگ جهانی دوم به همراه خانواده اش در مزرعه‌ای در بریتانی به کارهایی از قبیل نجاری و تعمیر ویلون و جوشکاری اکسی استیلن پرداخت و در واقع کار نقاشی را کنار گذاشته بود اما رؤیای آن را در سر داشت.
در سال ۱۹۴۵ در یک مسابقه طراحی و نقاشی که از طرف Editions du chêne ترتیب داده شده بود شرکت کرد و در این مجله بود که اولین کار کلاسیک او تحت عنوان ماجراهای کلوپینار  Les aventures de clopinard یک سال بعد به چاپ رسید. اودِرزودر همین زمان به پاریس رفت و یکی از نقاشان مجله او کی o.k شد و در آنجا آثار متعددی را خلق نمود مثل: آریس بوک Arys Buck ۱۹۴۶–۴۷ که داستان در مورد یک گلی تسلیم ناپذیر است که احتمالاً جد آستریکس بوده‌است. او بعداً با گوسینی آشنا شد و دوره طلایی کارش را با گوسینی شروع کرد و یکی از بهترین کمیک های دنیا را که آستریکس است با نویسندگی گوسینی و تصویرگری خودش  ساختند. او در تصویرگری شخصیت های آستریکس و ابلیکس از Évariste Vital Luminais که یک نقاش است و به نقاش گال ها معروف است در اثر (گالها در عبور از رودخانه)  الگو برداری کرد و خلق کرد.
از آثار دیگر او لو پرنس رولَن Le prince Rollin و بِلوا Belloy می‌باشد.